# Порівняння офісних пакетів
Офісний пакет (англ. Office suite) є набором застосунків, які використовуються для роботи з документами, поданими в цифровій формі. Програмні засоби, які є компонентами офісних пакетів, розповсюджуються, як правило, разом, мають схожий інтерфейс і добре розвинену схему взаємодії один з одним.
Від виробника і його спеціалізації склад застосунків офісного пакету варіюється, проте еволюція програмного забезпечення зробила типовими для офісних пакетів такі компоненти (або деякі його елементи):
- Текстовий процесор — для роботи з документів, що складаються з текстів з ілюстраціями, таблицями, графіками тощо;
- Редактор електронних таблиць — засіб для обробки таблиць даних та їх візуалізації;
- Засіб створення презентацій — дозволяє створювати барвисті і виразні електронні презентації;
- Система управління базами даних, як правило, в офісних пакетах бази даних забезпечують початковий рівень;
- Графічний редактор — дозволяє редагувати графічні файли.

## Загальна інформація
Нижче подано інформацію щодо офісних пакетів, у тому числі їх можливості, підтримка операційних систем, тип ліцензії:

| Назва ПЗ                                | Розробник                                                  | Перший публічний реліз             | Попередник                                          | Остання стабільна версія / (дата) | Операційна система                                                    | Ціна в доларах США | Ліцензія            | Підтримка Microsoft Office (.doc, .xls)     | Підтримка Microsoft Office Open XML | Підтримка OpenDocument                   | Підтримка формату PDF                             |
| --------------------------------------- | ---------------------------------------------------------- | ---------------------------------- | --------------------------------------------------- | --- | --------------------------------------------------------------------- | --- | ------------------- | ------------------------------------------- | ----------------------------------- | ---------------------------------------- | ------------------------------------------------- |
| Ability Office                          | Ability Plus Software                                      | 1995 рік                           | -                                                   | 6.00 | Windows                                                               | 49,99 - 59,99 | Власний             | Так                                         | Так                                 | Заплановано майбутню версію              | Експорт                                           |
| Apache OpenOffice                       | Apache Software Foundation                                 | 2012 травень                       | OpenOffice.org , StarOffice                         | 4.1.7 (21 вересня 2019) | Windows, Mac OS, Linux, BSD, Unix, Solaris/Illumos                    | Безкоштовно | Ліцензія Apache 2.0 | Так                                         | Тільки для імпорту                  | Рідний формат                            | Експорт та імпорт з безкоштовним плагіном         |
| Breadbox Office                         | Breadbox Computer Company                                  | 1990 рік                           | -                                                   | 4.1.3.0 | DOS, Windows                                                          | 99,95 | Власний             | Ні                                          | Ні                                  | Ні                                       | Ні                                                |
| Calligra Suite                          | KDE                                                        | 2011 рік                           | KOffice                                             | 3.1.0 (1 лютого 2018) | Windows , Mac OS, Linux , BSD , Solaris / Illumos                     | Безкоштовно | GNU LGPL та GNU GPL | Імпорт                                      | Імпорт                              | Рідний формат                            | Експорт                                           |
| Feng Office Community Edition           | Feng Office                                                | 2007 рік                           | -                                                   | 1.6.1 | Повністю в Інтернеті                                                  | Безкоштовно | GNU AGPL            | Ні                                          | Ні                                  | Ні                                       | Ні                                                |
| GobeProductive                          | Gobe Software                                              | 1998 рік                           | -                                                   | 3,04 / 2,01 | Windows , BeOS                                                        | 49,95 | Власний             | Так                                         | Ні                                  | Ні                                       | Ні                                                |
| G Suite (раніше Google Apps for Work)   | Google                                                     | 2006 рік                           |                                                     | 2014 рік | Повністю в Інтернеті                                                  | 60,00 за рахунок на рік (безкоштовна пробна версія 30 днів); безкоштовно для деяких версій (освіта, некомерційна)                                  | Власний             | Так                                         | Так                                 | Так                                      | Так                                               |
| Документи Google                        | Google                                                     | 2006 рік                           |                                                     | 2014 рік | Повністю в Інтернеті                                                  | Безкоштовно | Власний             | Так                                         | Так                                 | Так                                      | Так                                               |
| iWork                                   | Apple Inc.                                                 | 2005 рік                           | AppleWorks                                          | Pages 8.0 / Numbers 6.0 / Keynote 9.0.1 (12 листопада 2018 ) | Mac OS, iOS , онлайн                                                  | Безкоштовно | Власний             | Так                                         | Імпорт                              | Ні                                       | Експорт                                           |
| LibreOffice                             | The Document Foundation, Sun Microsystems та Go-oo         | 2010 вересень                      | OpenOffice.org , Go-oo StarOffice                   | - "Свіжа" версія : 6.3.4 (12 грудня 2019 ) - "Підтримувана" версія: 6.2.8 (17 жовтня 2019 ) | Windows, Mac OS, Linux, BSD, Unix, Solaris/Illumos                    | Безкоштовно | GNU LGPL            | Так                                         | Так                                 | Рідний формат                            | Так                                               |
| Lotus SmartSuite                        | IBM                                                        | 1992 р.                            | -                                                   | 9.8 | Windows, OS/2                                                         | 313.00 | Власний             | Так                                         | Ні                                  | Ні                                       | Ні                                                |
| MarinerPak                              | Mariner Software                                           | 1996 рік                           | -                                                   | 10,0 | Класичний Mac OS, Mac OS X                                            | 79,95 | Власний             | Імпорт                                      | Ні                                  | Ні                                       | Ні                                                |
| Microsoft Office                        | Microsoft                                                  | 1990 (Macintosh), 1992 (Windows)   | Microsoft Word Microsoft Excel Microsoft PowerPoint | 2016 (16.0) (Windows), 2016 (15.4.0) (Mac OS) | Windows , Mac OS                                                      | 89,95 - 679,95 | Власний             | Так                                         | Так                                 | Windows та Office 365 лише версії        | Так                                               |
| Microsoft Works (припинено у 2009 році) | Microsoft                                                  | 1986 рік                           | -                                                   | Припинено | Windows , Macintosh                                                   | Припинено | Власний             | Так                                         | Так                                 | Ні                                       | Ні                                                |
| MobiSystems OfficeSuite                 | MobiSystems                                                | 2004 рік                           | -                                                   | Версія для Android : 10.1.16353 Версія iOS : 6.6 Версія для Windows : 2.95.18960.0 | Android , iOS , Windows                                               | Безкоштовна версія з рекламою та обмеженою підтримкою; € 29,99 / рік для всіх платформ                                                             | Власний             | Так                                         | Так                                 | Так                                      | Так                                               |
| NeoOffice                               | Planamesa Software                                         | 2005-06-02                         | на основі OpenOffice.org, перекодованого для Mac OS | 3.2 | Mac OS                                                                | $ 10 / рік, $ 29,99 Магазин додатків Mac (безкоштовні старі версії)                                                                                | GNU GPL             | Так                                         | Так                                 | Так                                      | Імпорт з безкоштовним плагіном                    |
| ShareOffice                             | ShareMethods                                               | 2007 травня                        | -                                                   | - | Повністю в Інтернеті                                                  | 10 000,00+ / рік | Власний             | Так                                         | Ні                                  | Так                                      | Ні                                                |
| StarOffice aka Oracle Open Office       | Sun Microsystems протягом 10 років, Oracle протягом 1 року | 1995 рік                           | StarWriter                                          | 9,0 | Windows , Mac OS, Linux , BSD , Unix , Solaris / Illumos              | 34,95 | Власний             | Так                                         | З безкоштовними плагінами           | Рідний формат                            | Імпорт з безкоштовним плагіном                    |
| SoftMaker Office                        | SoftMaker                                                  | 1987 (для DOS), 1994 (для Windows) | -                                                   | 2016 ( Windows : 19 травня 2015 ; 4 роки тому , Linux : 9 грудня 2015 ; 4 роки тому ), Office HD для Android : 24 листопада 2014 року ; 5 років тому , Office Mobile для Android : 31 серпня 2012 року ; 7 років тому , 2010 р. ( Windows Mobile , Windows CE ), 2006 р. (КПК) | Windows , Linux , Android , Windows Mobile , Windows CE , Pocket PC ) | Залежно від версії, наприклад, SM Office 2012 99,95 (19,95 акад.); безкоштовно для FreeOffice; SM Office 2016 безкоштовний для навчальних закладів | Власний             | Так                                         | Так                                 | Частковий, лише експорт ODT, без імпорту | Експорт                                           |
| OnlyOffice                              | Ascensio Systems                                           | 2010 рік                           | -                                                   | - | Повністю в Інтернеті                                                  | Безкоштовно для некомерційного використання, 75-7 200 на рік для комерційного використання                                                         | GNU AGPL            | Так                                         | Так                                 | Так                                      | Так                                               |
| TeXmacs                                 | Йоріс ван дер Ховен                                        | 1996?                              | -                                                   | 2012 рік | Windows , Mac OS, Linux , BSD , Unix                                  | Безкоштовно | GNU GPL             | Ні                                          | Ні                                  | Ні                                       | Ні                                                |
| ThinkFree Office                        | Haansoft                                                   | 1998 рік                           | -                                                   | 3.5 | Mac OS X v10.4 , Windows , Linux , повністю онлайн                    | 49.95, Інтернет-версії безкоштовно | Власний             | Так                                         | Так                                 | Ні                                       | Так                                               |
| Tiki Wiki CMS Groupware                 | Асоціація спільноти Tiki Software                          | 2002 рік                           | -                                                   | 12,2 LTS, 9,8 LTS і 6,14 LTS | Повністю в Інтернеті                                                  | Безкоштовно | GNU LGPL            | пошук                                       | пошук                               | пошук                                    | Експорт та пошук                                  |
| WordPerfect Office                      | Corel                                                      | 1991 рік                           | WordPerfect (1982)                                  | X9 (23 травня 2018 ) | Windows                                                               | 69,99 - 399,99 | Власний             | Так                                         | Так                                 | Так                                      | Деякі версії                                      |
| WPS Office (Kingsoft Office)            | Kingsoft                                                   | 1988 рік                           | -                                                   | ПК 11.2.0 до квітня 2019 року | Windows , Linux , Android , iOS , Mac                                 | 119,99 дол. США безстрокової ліцензії; $ 29,99 щорічної підписки; безкоштовно з рекламою                                                           | Ліцензія            | Так                                         | Так                                 | З безкоштовним доповненням               | Експорт у всіх версіях; Імпорт лише з передплатою |
| Zoho Office Suite                       | Zoho Corp.                                                 | 2005 рік                           | -                                                   | | Повністю в Інтернеті                                                  | До 96 на користувача в рік, залежно від набору функцій                                                                                             | Власний             | Так                                         | Так                                 | Так                                      | Так                                               |
| Назва ПЗ                                | Розробник                                                  | Перший публічний реліз             | Попередник                                          | Остання стабільна версія / (дата) | Операційна система                                                    | Ціна в доларах США | Ліцензія            | Підтримка Microsoft Office (.doc, .xls ...) | Підтримка Microsoft Office Open XML | Підтримка OpenDocument                   | Підтримка формату PDF                             |

## Підтримка операційної системи
Операційні системи, для яких було розроблено відповідні офісні пакети.
Для кожної комбінації офісного набору / ОС існує п'ять можливостей:
- Ні вказує на те, що він не підтримується у даній операційній системі.
- Часткове свідчить про те, що хоча офісний пакет працює, він має обмежену функціональність порівняно з версіями для інших ОС;  вона все ще розробляється.
- Бета-версія вказує, що хоча версія офісного пакета повністю функціональна і випущена, вона все ще розробляється (наприклад, для стабільності).
- Так, означає, що офіційний пакет офіційно підтримується, випущено у повністю функціональній, стабільній версії.
- Припинено вказує на те, що нові версії вже не випускаються для зазначеної ОС;  число в дужках - це остання відома стабільна версія, яка офіційно була випущена для цієї ОС.

| Офісний набір                 | Windows                          | Mac OS                                                               | GNU/Linux                       | BSD                             | Unix                            | Android              | iOS                  |
| ----------------------------- | -------------------------------- | -------------------------------------------------------------------- | ------------------------------- | ------------------------------- | ------------------------------- | -------------------- | -------------------- |
| Ability Office                | Так                              | Ні                                                                   | Ні                              | Ні                              | Ні                              |                      |                      |
| Apache OpenOffice             | Так                              | Так                                                                  | Так                             | Так                             | Так                             |                      |                      |
| Breadbox Office               | DOS, Windows                     | Ні                                                                   | Ні                              | Ні                              | Ні                              |                      |                      |
| Calligra Suite                | Так                              | Так                                                                  | Так                             | Так                             | Так                             |                      |                      |
| Feng Office Community Edition | Повністю в Інтернеті             | Повністю в Інтернеті                                                 | Повністю в Інтернеті            | Повністю в Інтернеті            | Повністю в Інтернеті            |                      |                      |
| Gobe Productive               | Так                              | Ні                                                                   | Ні                              | Ні                              | Ні                              |                      |                      |
| Google Apps for Work          | Повністю в Інтернеті             | Повністю в Інтернеті                                                 | Повністю в Інтернеті            | Повністю в Інтернеті            | Повністю в Інтернеті            | Повністю в Інтернеті | Повністю в Інтернеті |
| iWork                         | Повністю онлайн (версія iCloud ) | Так                                                                  | Повністю онлайн (версія iCloud) | Повністю онлайн (версія iCloud) | Повністю онлайн (версія iCloud) | Ні                   | Так                  |
| LibreOffice                   | Так                              | Так                                                                  | Так                             | Так                             | Так                             | Бета-версія          | Ні                   |
| Lotus SmartSuite              | Так                              | Ні                                                                   | Деякі (через WINE)              | Ні                              | Ні                              |                      |                      |
| MarinerPak                    | Ні                               | Так                                                                  | Ні                              | Ні                              | Ні                              | Ні                   | Тільки Calc          |
| Microsoft Office              | Так                              | Часткове (доступні не всі функції, наприклад Project, Visio, Access) | Деякі (через WINE)              | Ні                              | Ні                              | Так                  | Так                  |
| Microsoft Works               | Так                              | Припинено (4.0; лише класичний )                                     | Деякі (через WINE)              | Ні                              | Ні                              | Ні                   | Ні                   |
| MobiSystems OfficeSuite       | Так                              | Ні                                                                   | Ні                              | Ні                              | Ні                              |                      |                      |
| NeoOffice                     | Ні                               | Mac OS X v10.3 або новішої версії                                    | Ні                              | Ні                              | Ні                              | Ні                   | Ні                   |
| ONLYOFFICE                    | Так                              | Так                                                                  | Так                             | Інтернет-версія                 | Інтернет-версія                 | Так                  | Так                  |
| SoftMaker Office              | Так                              | Так                                                                  | Так                             | Припинено (2006)                | Ні                              | Так                  | Ні                   |
| StarOffice                    | Так                              | Так (лише для Intel)                                                 | Так                             | Так                             | Так                             | Ні                   | Ні                   |
| TeXmacs                       | Так                              | Так                                                                  | Так                             | Так                             | Так                             |                      |                      |
| TeamLab                       | Повністю в Інтернеті             | Повністю в Інтернеті                                                 | Повністю в Інтернеті            | Повністю в Інтернеті            | Повністю в Інтернеті            |                      |                      |
| ThinkFree Office              | Повністю в Інтернеті             | Повністю в Інтернеті                                                 | Повністю в Інтернеті            | Повністю в Інтернеті            | Повністю в Інтернеті            |                      |                      |
| Tiki Wiki CMS Groupware       | Повністю в Інтернеті             | Повністю в Інтернеті                                                 | Повністю в Інтернеті            | Повністю в Інтернеті            | Повністю в Інтернеті            |                      |                      |
| WordPerfect Office            | Так                              | Ні                                                                   | Деякі (Вер. 2000)               | Ні                              | Ні                              |                      |                      |
| WPS Office (Kingsoft Office)  | Так                              | Так                                                                  | Так                             | Ні                              | Ні                              | Так                  | Так                  |
| Zoho Office Suite             | Повністю в Інтернеті             | Повністю в Інтернеті                                                 | Повністю в Інтернеті            | Повністю в Інтернеті            | Повністю в Інтернеті            |                      |                      |
| Офісний набір                 | Windows                          | Mac OS                                                               | GNU/Linux                       | BSD                             | Unix                            | Android              | iOS                  |

## Основні компоненти
|                                         | Програмне забезпечення для обробки тексту   | Програмне забезпечення для електронних таблиць | Презентаційне програмне забезпечення     | Програмне забезпечення для приміток | Програмне забезпечення для діаграми                            | Растровий графічний редактор    | Редактор векторної графіки                                     | Переглядач зображень                                                                                     | Редактор формул                 | Програмне забезпечення для управління базами даних | Програмне забезпечення для управління проектами      | Програмне забезпечення для настільних видань                       | Зв'язок              | Програмне забезпечення для календаря | Служба хостингу файлів |  |
| --------------------------------------- | ------------------------------------------- | ---------------------------------------------- | ---------------------------------------- | ----------------------------------- | -------------------------------------------------------------- | ------------------------------- | -------------------------------------------------------------- | --- | ------------------------------- | -------------------------------------------------- | ---------------------------------------------------- | ------------------------------------------------------------------ | -------------------- | ------------------------------------ | ---------------------- |  |
| Ability Office                          | Ability Write                               | Ability Spreadsheet                            | Ability Presentation                     | Ні                                  | Ability Draw                                                   | Ability Photopaint              | Ability Draw                                                   | Ability Photoalbum                                                                                       | Ні                              | Ability Database                                   | Ні                                                   | Ні                                                                 | Ні                   | Ні                                   | Ні                     |  |
| Apache OpenOffice                       | OpenOffice Writer                           | OpenOffice Calc                                | OpenOffice Impress                       | Ні                                  | OpenOffice Draw                                                | Ні                              | OpenOffice Draw                                                | Ні | OpenOffice Math                 | OpenOffice Base                                    | Можливості імпорту/експорту з ProjectLibre та іншими | OpenOffice Draw                                                    | Ні                   | Ні                                   | Ні                     |  |
| Breadbox Office                         | Writer                                      | Spreadsheet                                    | Ні                                       | Ні                                  | Ні                                                             | Artist                          | Artist                                                         | Ні | Ні                              | Geofile                                            | Ні                                                   | Ні                                                                 | Ні                   | Ні                                   | Ні                     |  |
| Calligra Suite                          | Calligra Words                              | Calligra Sheets                                | Calligra Stage                           | Braindump                           | Calligra Flow                                                  | Krita                           | Karbon                                                         | Gwenview/Digikam                                                                                         | KFormula                        | Kexi                                               | Calligra Plan                                        | Calligra Words                                                     | Ні                   | Ні                                   | Ні                     |  |
| Feng Office Community Edition           | Так                                         | Ні                                             | Так                                      | Так                                 | Ні                                                             | Ні                              | Ні                                                             | Так | Ні                              | Ні                                                 | Так                                                  | Ні                                                                 | Ні                   | Ні                                   | Ні                     |  |
| GobeProductive                          | Так                                         | Так                                            | Так                                      | Ні                                  | Так                                                            | Ні                              | Так                                                            | Ні | Так                             | Так                                                | Так                                                  | Так                                                                | Ні                   | Ні                                   | Ні                     |  |
| G Suite                                 | Документи Google                            | Google Таблиці                                 | Google Слайди                            | Google Keep                         | Малюнки Google                                                 | Малюнки Google                  | Малюнки Google                                                 | Google Фото                                                                                              | Ні                              | Google Fusion Tables                               | Ні                                                   | Ні                                                                 | Hangouts Чат/Зустріч | Календар Google                      | Google Диск            |  |
| iWork                                   | Pages                                       | Numbers                                        | Keynote                                  | Notes                               | Ні                                                             | Ні                              | Ні                                                             | Ні | Так                             | Ні                                                 | Ні                                                   | Pages                                                              | Ні                   | Ні                                   | iCloud                 |  |
| LibreOffice                             | LibreOffice Writer                          | LibreOffice Calc                               | LibreOffice Impress                      | Ні                                  | LibreOffice Draw                                               | LibreOffice Draw                | LibreOffice Draw                                               | LibreOffice Draw                                                                                         | LibreOffice Math                | LibreOffice Base                                   | Можливості імпорту/експорту з ProjectLibre та інших  | LibreOffice Draw                                                   | Ні                   | Ні                                   | Ні                     |  |
| Lotus SmartSuite                        | Lotus Word Pro                              | Lotus 1-2-3                                    | Lotus Freelance Graphics                 | Ні                                  | Lotus Freelance Graphics                                       | Ні                              | Ні                                                             | Ні | вбудований                      | Lotus Approach                                     | Lotus Organizer                                      | Ні                                                                 | Ні                   | Ні                                   | Ні                     |  |
| MarinerPak                              | Mariner Write                               | Mariner Calc                                   | Ні                                       | Ні                                  | Ні                                                             | Ні                              | Ні                                                             | Ні | Ні                              | Ні                                                 | Ні                                                   | Ні                                                                 | Ні                   | Ні                                   | Ні                     |  |
| Microsoft Office                        | Microsoft Word                              | Microsoft Excel                                | Microsoft PowerPoint                     | Microsoft OneNote                   | Microsoft Visio (Переглядач; Потрібна окрема покупка продукту) | Ні                              | Microsoft Visio (Переглядач; Потрібна окрема покупка продукту) | Microsoft Office Picture Manager (Скасовано з 2011 року; Word і PowerPoint мають певну функціональність) | Редактор рівнянь                | Microsoft Access (Професійний та Професійний Плюс) | Microsoft Project (Потрібна окрема покупка продукту) | Microsoft Publisher (Стандартний, Професійний та Професійний Плюс) | Команди Microsoft    | Microsoft Outlook                    | OneDrive               |  |
| Microsoft Works (припинено у 2009 році) | Microsoft Works Wordprocessor               | Microsoft Works Spreadsheets                   | Microsoft Office PowerPoint (Переглядач) | Ні                                  | Ні                                                             | Ні                              | Ні                                                             | Ні | Ні                              | Microsoft Works Database                           | Ні                                                   | Ні                                                                 | Ні                   | Ні                                   | Ні                     |  |
| MobiSystems OfficeSuite                 | Word Module                                 | Spreadsheet Module                             | Presentation Module                      | Ні                                  | Ні                                                             | Ні                              | Ні                                                             | Ні | Ні                              | Ні                                                 | Ні                                                   | Ні                                                                 | Ні                   | Ні                                   | Ні                     |  |
| NeoOffice                               | NeoOffice Writer                            | NeoOffice Calc                                 | NeoOffice Impress                        | Ні                                  | NeoOffice Draw                                                 | Ні                              | NeoOffice Draw                                                 | Ні | NeoOffice Math                  | NeoOffice Base                                     | Ні                                                   | NeoOffice Draw                                                     | Ні                   | Ні                                   | Ні                     |  |
| ShareOffice                             | iNetOffice                                  | EditGrid                                       | Preezo                                   | Ні                                  | Ні                                                             | Ні                              | Ні                                                             | Ні | Ні                              | Ні                                                 | Ні                                                   | Ні                                                                 | Ні                   | Ні                                   | Ні                     |  |
| SoftMaker Office                        | Textmaker                                   | PlanMaker                                      | Presentations                            | Ні                                  | Ні                                                             | Ні                              | Ні                                                             | Ні | Так                             | DataMaker (Скасовано з 1999 р.)                    | Ні                                                   | Так                                                                | Ні                   | Ні                                   | Ні                     |  |
| StarOffice                              | StarWriter                                  | StarCalc                                       | StarImpress                              | Ні                                  | StarDraw                                                       | Ні                              | StarDraw                                                       | Ні | StarMath                        | StarBase                                           | Ні                                                   | StarDraw                                                           | Ні                   | Ні                                   | Ні                     |  |
| TeamLab                                 | Так                                         | Так                                            | Так                                      | Ні                                  | Ні                                                             | Ні                              | Ні                                                             | Ні | Ні                              | Так                                                | Так                                                  | Ні                                                                 | Ні                   | Ні                                   | Ні                     |  |
| TeXmacs                                 | Так                                         | Так                                            | Так                                      | Ні                                  | Ні                                                             | Ні                              | Так                                                            | Ні | Висока якість набору математики | Ні                                                 | Ні                                                   | в стадії розробки                                                  | Ні                   | Ні                                   | Ні                     |  |
| ThinkFree Office                        | Writer                                      | Calc                                           | Show                                     | Ні                                  | Ні                                                             | Ні                              | Ні                                                             | Ні | Ні                              | Ні                                                 | Ні                                                   | Ні                                                                 | Ні                   | Ні                                   | Ні                     |  |
| Tiki Wiki CMS Groupware                 | Tiki Wiki                                   | Tiki Spreadsheet                               | Tiki Slideshow                           | Tiki Draw                           | Tiki Draw через SVG-редагування                                | Tiki Draw через SVG-редагування | Tiki Draw через SVG-редагування                                | Галерея файлів Tiki                                                                                      | Ні                              | Tiki Trackers                                      | Tiki Trackers, Tiki Wiki та Tiki Task                | Ні                                                                 | Ні                   | Ні                                   | Ні                     |  |
| WordPerfect Office                      | WordPerfect                                 | Quattro Pro                                    | Corel Presentations                      | WordPerfect Lightning               | Corel Presentations                                            | Corel Paint Shop Pro            | Corel Draw                                                     | Ні | Редактор рівнянь                | Paradox (лише в професійній версії)                | Так                                                  | Так                                                                | Ні                   | Ні                                   | Ні                     |  |
| WPS Office (Kingsoft Office)            | WPS Writer Підтримка Більше 200 наборів мов | WPS Spreadsheets Підтримка Більше 200 функцій  | WPS Presentation                         | Ні                                  | Ні                                                             | Ні                              | Ні                                                             | Ні | Редактор рівнянь                | Ні                                                 | Ні                                                   | Ні                                                                 | Ні                   | Ні                                   | Ні                     |  |
| Zoho Office Suite                       | Zoho Writer                                 | Zoho Sheet                                     | Zoho Show                                | Zoho Notebook                       | Ні                                                             | Ні                              | Ні                                                             | Ні | Ні                              | Zoho Reports                                       | Zoho Projects                                        | Ні                                                                 | Ні                   | Ні                                   | Ні                     |  |
|                                         | Програмне забезпечення для обробки тексту   | Програмне забезпечення для електронних таблиць | Презентаційне програмне забезпечення     | Програмне забезпечення для приміток | Програмне забезпечення для діаграми                            | Растровий графічний редактор    | Редактор векторної графіки                                     | Переглядач зображень                                                                                     | Редактор формул                 | Програмне забезпечення для управління базами даних | Програмне забезпечення для управління проектами      | Програмне забезпечення для настільних видань                       | Зв'язок              | Програмне забезпечення для календаря | Служба хостингу файлів |  |

## Інтернет-можливості
| Назва ПЗ                      | Клієнт електронної пошти | HTML-редактор | Програмне забезпечення для спільного використання    | Інтернет-редагування                                                             |
| ----------------------------- | --- | --- | ---------------------------------------------------- | -------------------------------------------------------------------------------- |
| Ability Office                | Ні | Ні | Ні                                                   | Ні                                                                               |
| Apache OpenOffice             | Ні | OpenOffice Writer | Ні                                                   | З безкоштовними плагінами                                                        |
| Офіс хліба                    | Так | Так | Ні                                                   | Ні                                                                               |
| Calligra Suite                | Kontact | Кейт, Кванта + | Ні                                                   | Ні                                                                               |
| Feng Office Community Edition | бета-версія | Ні | Так                                                  | Так                                                                              |
| GobeProductive                | Ні | Так | Ні                                                   | Ні                                                                               |
| Google Apps for Work          | Gmail | Google Sites | Так                                                  | Повністю в Інтернеті                                                             |
| iWorks                        | Пошта | Ні | Так                                                  | iCloud                                                                           |
| LibreOffice                   | Може взаємодіяти з клієнтами електронної пошти, Майстер злиття пошти може надсилати електронною поштою безпосередньо від LibreOffice | LibreOffice Writer | LibreOffice Calc                                     | На даний момент через безкоштовні плагіни; LibreOffice Online в стадії розробки. |
| Lotus SmartSuite              | Ні | Lotus FastSite | Так                                                  | Ні                                                                               |
| MarinerPak                    | Ні | Ні | Ні                                                   | Ні                                                                               |
| Microsoft Office              | Microsoft Outlook (не входить до Microsoft Office 2013 або 2016 Home/Student)                                                        | Microsoft SharePoint Designer . Версії після Office 2000 Premium та Developer містять Microsoft FrontPage, повноцінний редактор вебсторінок. Microsoft Word може читати та писати HTML, починаючи з безкоштовного спеціального оновлення для Word 6.0 | Microsoft SharePoint (Доступно для окремої підписки) | Office Online                                                                    |
| Microsoft Works               | Ні | Ні | Ні                                                   | Microsoft Office Live                                                            |
| MobiSystems OfficeSuite       | OfficeSuite Mail для Windows, AquaMail для Android                                                                                   | Ні | Ні                                                   | Ні                                                                               |
| NeoOffice                     | Ні | NeoOffice Writer | Ні                                                   | Ні                                                                               |
| ONLYOFFICE                    | Так | Ні | Так                                                  | Повністю в Інтернеті                                                             |
| ShareOffice                   | Ні | Ні | Так                                                  | Повністю в Інтернеті                                                             |
| Офіс SoftMaker                | в комплекті Mozilla Thunderbird | Ні | Ні                                                   | Ні                                                                               |
| StarOffice                    | Ні | StarWriter | Ні                                                   | З безкоштовними плагінами                                                        |
| TeXmacs                       | дозволяє читати електронні листи | Так | в стадії розробки                                    | Ні                                                                               |
| OnlyOffice                    | Ні | Так | Так                                                  | Так                                                                              |
| ThinkFree Office              | Ні | Примітка | Ні                                                   | ThinkFree.com                                                                    |
| Tiki Wiki CMS Groupware       | Тікі Вебпошта | Редактор WYSIWYG через CKEditor | Так                                                  | Повністю в Інтернеті                                                             |
| WordPerfect Office            | має можливості злиття пошти | Ні | Ні                                                   | Так                                                                              |
| WPS Office (Kingsoft Office)  | доступний в Android | Так | Так                                                  | Так                                                                              |
| Zoho Office Suite             | Zoho Mail | Zoho Writer | Так                                                  | Так                                                                              |
| Назва ПЗ                      | Клієнт електронної пошти | HTML-редактор | Програмне забезпечення для спільного використання    | Інтернет-редагування                                                             |